# 中院通氏
中院 通氏（なかのいん みちうじ）は、南北朝時代の公卿。大納言・中院通冬の子。官位は正二位・権大納言。中院家7代当主。

## 経歴
中院通冬の子として誕生。母は少将内侍。
- 貞治4年（1365年）12月30日、参議に任ぜられる。右中将は元の如し。
- 貞治5年（1366年）1月5日、従四位上に昇叙。12月7日、正四位下に昇叙。
- 貞治6年1367年）2月13日、備前権守を兼ねる。
- 応安元年（1368年）4月19日、従三位に叙される。
- 応安3年（1370年）11月19日、権中納言に任ぜられる。
- 応安5年（1372年）4月18日、正三位に昇叙。
- 永和3年（1377年）4月12日、従二位に昇叙。
- 至徳2年（1385年）1月6日、正二位に昇叙。
- 明徳元年（1390年）4月1日、母の喪に服すため権中納言を辞したが、14日には還任し12月24日には権大納言に任ぜられる。
- 応永2年（1395年）7月6日、薨去。

## 中院家不遇の時代
父・通冬が一時南朝に参じたこともあり、北朝では不忠とされ通氏の時代になると中院家は不遇をかこつことになった。通氏は権中納言在任が20年に及び、その間は何の兼官もなかった。万里小路家から妻を迎えたことは、少しでも足利将軍家に接近しようと考えたためと推測される。
中院家が復権してくるのは、中院家出身としては久しぶりに従一位に叙せられた孫の通淳の時代になってからである。

## 系譜
- 父：中院通冬（1315-1363）
- 母：少将内侍
- 妻：万里小路仲房の娘
  - 男子：中院通守（1377-1418）